# Eugenio de Tapia García
Eugenio de Tapia García Àvila, 18 de juliol de 1776 - Madrid, 4 d'agost de 1860), escriptor, periodista, jurista, historiador i polític espanyol, membre de la Reial Acadèmia Espanyola.

## Biografia
Va cursar a la Universitat d'Àvila tres anys de filosofia i quatre de teologia i va estar tres altres més al seminari conciliar com a col·legial intern. Va estudiar després jurisprudència a Toledo i Valladolid i va practicar forense amb un advocat a Madrid. Va estar-se un any i mig a Londres comissionat per la Companyia de les Filipines i el 1808 va començar a publicar amb Quintana el Semanario Patriótico. El novembre de 1809 va passar a Sevilla i després a Cadis, on va ser nomenat secretari de la Companyia de les Filipines, individu de la Comissió d'Instrucció Pública, vocal de la Junta de Censura i director de la Gaceta de la Regencia. Va formar part de la Junta d'Instrucció Pública que la Secretaria de Despatx de la Governació va constituir el març de 1813. Al costat de Martín González de Navas, José Vargas Ponce, Diego Clemencín Viñas i Manuel José Quintana i Ramón Gil de la Cuadra va signar l'informe sobre la reforma general de l'educació nacional que va redactar la Comissió en amb prou feines sis mesos. L'informe va ser elaborat a la ciutat de Cadis i signat el 9 de setembre de 1813 pels membres de la Junta i en la seva majoria diputats a Corts.
Va tornar a Madrid el 1814, any en què va ser escollit membre de la Reial Acadèmia Espanyola. Una delació per suposada conspiració el va mantenir mesos a les presons del Sant Ofici, cosa que mai no va oblidar, perquè a més un fill seu de poca edat va morir quan era a la presó, la qual cosa li va fer conferir un odi absolut a la Inquisició. Amb la revolució de 1820 va ser redactor primer de la Gaceta i director de la Impremta Nacional. En el Trienni liberal (1820-1821) va col·laborar en El Constitucional i en El Redactor Español, va ser diputat per Àvila (1820-1822) i va prendre part en la preparació del Pla d'estudis de 1821.
El 1823 es va retirar a Barcelona i d'allí a França, on va viure emigrat a París fins a 1831, any en què va tornar a Madrid. Fou magistrat honorari de l'Audiència de Valladolid i Javier de Burgos el va nomenar subdelegat de Foment a Tarragona, però va renunciar. Membre de la Comissió del Codi Civil el 30 de gener de 1834, magistrat honorari de l'Audiència de València i després vocal del Consell d'Instrucció Pública. El 1836 fou procurador d'Àvila el 1836, però no va arribar a prendre possessió pels successos de la Granja. El 1838 fou elegit senador per Àvila, però va renunciar.
Entre 1843 i el 30 de maig de 1847 fou director de la Biblioteca Nacional d'Espanya.

## Obres
L'obra d'Eugenio de Tàpia se centra en tres temes principals als quals va consagrar tota la seva vida: la llibertat d'impremta, la reforma de la justícia i el sistema educatiu. En aquestes tasques va col·laborar estretament amb el seu amic de l'ànima Manuel José Quintana, amb qui va sostenir una amistat duradora de cinquanta anys. Com a escriptor se situa entre Neoclassicisme i Romanticisme, si bé va ser un dels més destacats detractors d'aquest segon moviment, que va parodiar en diferents obres. Les seves comèdies són més interessants que les tragèdies, i s'hi situa en la mateixa línia postmoratiniana que Bretón de los Herreros. Com a poeta va ser un autor indubtablement valuós en el terreny satíric.

### Teatre
- Ydomeneo, drama trágico con intervalos de música en un acto, Madrid, 1799, reimprès a València: Martin Peris, 1817.
- El preso o El parecido : comedia en un acto, en prosa con intermedios de música, manuscrit de vers 1800, traducció del francés, imprès a Madrid: oficina de D. Benito García y compañía, 1800.
- El hijo predilecto o La parcialidad de una madre, comèdia, Madrid, 1839.
- La enterrada en vida: drama en cinc actos, manuscrit de vers 1820.
- Poesías Madrid, Librería de Pérez, 1832, segun volum (el primer va ser imprès el 1821); conté les comèdies La Madrastra i Amar desconfiando.

### Costumisme
- Viage de un curioso por Madrid, Madrid: Fuentenebro, 1807.
- Ensayos satíricos en prosa y en verso, por el Licenciado Machuca, inquilino que fue de la Casa Negra (1820).

### Vers
- Dupont rendido. Romance heroico (Cadis i Madrid, 1808).
- Poesías (1821); el segundo volumen, editat el 1832, conté dues obres teatrals.
- La bruja, el duende y la Inquisición, poema romántico-burlesco, y otras composiciones satíricas a Madrid, 1837.
- Juguetes satíricos: en prosa y verso Madrid: A la Imprenta de Yenes…, 1839.
- A la memoria del... Señor Don Nicolás de Azara: oda., Madrid, 1853.
- Sevilla restaurada. Fragmentos de un poema épico, Sevilla, 1948. Separata de Archivo Hispalense, núm. 27-32. Tomo IX.

### Història
- Discurso histórico-crítico sobre la decadencia del Imperio musulmán en España, y las causas que retardaron en la Monarquía castellana los progresos de la restauración y de las letras hasta el siglo XIII, Madrid, 1838.
- Historia de la civilización española desde la invasión de los árabes hasta la época presente, Madrid, Yenes, 1840, 6 vols.

### Jurisprudència
- Exposición sobre el proyecto de venta de la Imprenta Nacional, Madrid, 1822.
- Con José Febrero, Tratado de los recursos de fuerza: y otro de recursos extraordinarios al soberano, con los correspondientes formularios, y varios documentos importantes València: Impr. de I. Mompié, 1830.
- Manual de práctica forense, Madrid, 1824, reeditat com a Manual de práctica forense en forma de dialogo, con el correspondiente formulario de pedimentos Madrid, Perez, 1832.
- Manual teórico-práctico de los juicios de inventario y partición de herencias, Barcelona, 1825.
- Elementos de jurisprudencia mercantil, València, 1829.
- Febrero novísimo ó, Librería de jueces, abogados, y escribanos: refundida ordenada bajo nuevo método y adicionada con un tratado del juicio criminal y algunos otros, Perpinyà: I. Mompié, 1828-1831, sovint reimprès.
- Prontuario de contratos y sucesiones hereditarias: con un discurso preliminar en que se indican las principales reformas que necesita nuestra legilación en estas materias València: Impr. de D.I. Mompié de Montagudo, 1840.
- Tratado de los recursos de fuerza, Madrid, 1841.

### Narrativa
- Los cortesanos y la revolución, novel·la, Madrid: 1838-1839, 2 vols.

### Diversos
- Guía de la infancia ó lecciones amenas é instructivas, Barcelona; J.F. Piferrer, 1844.
- Obras varias, s. l., s. n., s. a.